# Маккит, Эфтон
Эфтон Маккит (англ. Afton McKeith; род. 7 августа 2000) — британско-американская актриса, модель, певица и танцовщица из Лондона. Наиболее известна своим участием в мини-сериале «Кто делает блюда?».

## Карьера
Наиболее известной ролью Эфтон является роль юного повара в мини-сериале ITV «Кто делает блюда?». В одном из выпусков вместе с ней снялся Брайан Макфадден. Также она появилась в роли мини-повара в польской утренней телепередаче, вещавшей на канале TVN (Poland). Также появилась на утреннем шоу датского телеканала TV3. Также играет в театре; в частности исполнила главную роль Динь-Динь в постановке «Золушка», где вместе с ней также выступил Корбин Блю, известный по телесериалу «Классный мюзикл». Представление состоялось в «Гримальди форум», в Монако. Помимо этого Маккейт является фотомоделью и позировала, в частности, для фотоагентства Getty Images.

## Фильмография

### Фильмы и телевидение
| Год  | Название                      | Роль             | Примечания                                                |
| ---- | ----------------------------- | ---------------- | --------------------------------------------------------- |
| 2007 | То, что ты ешь                | Играет саму себя | Реалити-шоу Channel 4, также вещающее на BBC America      |
| 2010 | Я знаменитость. Оставьте меня | Играет саму себя | Эпизодическая роль                                        |
| 2012 | TVN (Poland)                  | Юный повар       | Poland’s Largest Television Channel                       |
| 2014 | Кто делает блюда              | Юный повар       | Вещает на ITV, крупнейшем телеканале Великобритании       |
| 2016 | TV3 Denmark                   | Играет саму себя | 2 сезон 4 эпизод, крупнейший телеканал Дании, реалити-шоу |

### Театр
| Год  | Название                       | Роль                                        | Примечания                            |
| ---- | ------------------------------ | ------------------------------------------- | ------------------------------------- |
| 2009 | 'Own Your Voice' Concert       | Солистка/певица                             | Торонто, Канада                       |
| 2011 | Золушка / Cendrillon           | Динь-динь/la Fée Clochette (на французском) | Гримальди форум в Монте-Карло, Монако |
| 2014 | Momentum (мюзикл)              | Певица, танцор, актёр                       | The Shaw Theatre, Лондон              |
| 2016 | Первый класс (мюзикл/пантомим) | Главная роль, певица, танцор                | Rhoda McGaw Theatre, Лондон           |